# Захонье-1
Захонье-1 — деревня в Большелуцком сельском поселении Кингисеппского района Ленинградской области.

## История
На карте Санкт-Петербургской губернии Я. Ф. Шмидта 1770 года упоминается деревня Законье.
На карте Санкт-Петербургской губернии Ф. Ф. Шуберта 1834 года она обозначена как Захонье.

ЗАХОНЬЕ — деревня принадлежит генерал-майорше Резвовой, число жителей по ревизии: 28 м. п., 33 ж. п. (1838 год)

Согласно карте профессора С. С. Куторги 1852 года деревня называлась Загонье.

ЗАХОНЬЕ — деревня полковника Резваго, по просёлочной дороге, число дворов — 7, число душ — 27 м. п. (1856 год)

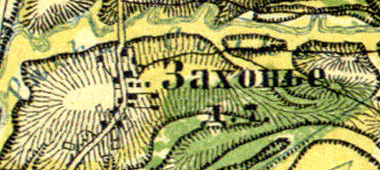
Деревня Захонье-1 на карте 1860 года

Согласно «Топографической карте частей Санкт-Петербургской и Выборгской губерний» в 1860 году деревня Захонье насчитывала 7 крестьянских дворов.

ЗАХОНЬЕ — деревня владельческая при реке Солке, число дворов — 7, число жителей: 30 м. п., 35 ж. п. (1862 год)

В конце XIX — начале XX века деревня административно относилась к Горкской волости 2-го стана Ямбургского уезда Санкт-Петербургской губернии.
По данным «Памятной книжки Санкт-Петербургской губернии» за 1905 год деревня называлась Захонье (Резвово).
С 1917 по 1921 год деревня Захонье входила в состав Кошкинского сельсовета Горкской волости Кингисеппского уезда.
С 1922 года в составе Захонского сельсовета.
С 1923 года в составе Свейского сельсовета.
Согласно данным переписи населения СССР 1926 года в деревне Захонье проживали 115 человек, все русские.
С февраля 1927 года в составе Кингисеппской волости. С августа 1927 года в составе Кингисеппского района.
С 1928 года вновь составе Кошкинского сельсовета. В 1928 году население деревни Захонье также составляло 115 человек.

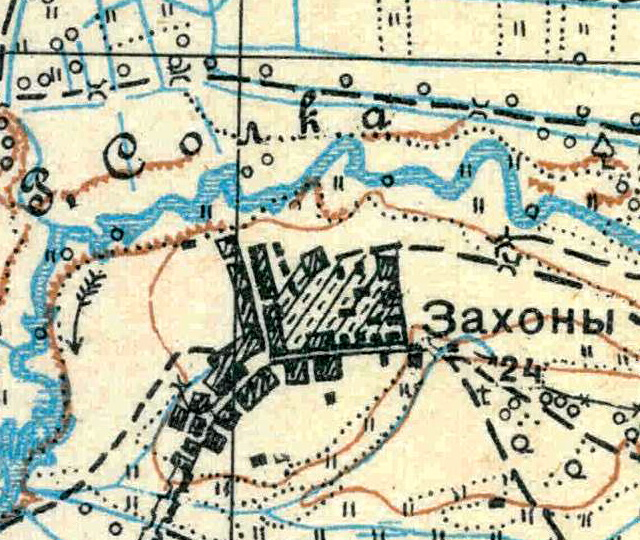
План деревни Захонье-1. 1930 год

Согласно топографической карте 1930 года деревня называлась Захоны и насчитывала 24 двора. В деревне была ветряная мельница.
По данным 1933 года деревня называлась Захонье и входила в состав Кошкинского сельсовета Кингисеппского района.
C 1 августа 1941 года по 31 января 1944 года деревня находилась в оккупации.
По данным 1966, 1973 и 1990 годов деревня называлась Захонье I и также входила в состав Кошкинского сельсовета.
В 1997 году в деревне Захонье-1 Большелуцкой волости проживали 11 человек, в 2002 году — 19 человек (русские — 95 %), в 2007 году — 20.

## География
Деревня расположена в западной части района на автодороге 41К-597 (подъезд к дер. Захонье).
Расстояние до административного центра поселения — 22 км.
Расстояние до ближайшей железнодорожной станции Сала — 10,5 км.
Деревня находится к северу от реки Луга, на левом берегу реки Солка.

## Демография
| 1862 | 2007 | 2010 | 2017 |
| ---- | ---- | ---- | ---- |
| 65   | ↘20  | ↘18  | ↘14  |

### Национальный состав
Согласно данным Всероссийской переписи населения 2021 года в деревне проживали 28 человек, из них:
 русские — 26, другие национальности — 2 человека.